# Andreas Munch
Andreas Johansen Munch (19. října 1811, Christiania (nyní Oslo) – 27. června 1884, Vedbæk u Kodaně) byl norský romantický básník, dramatik, prozaik a redaktor.

## Život
Munch se narodil v Christianii jako syn básníka, kněze a pozdějšího luteránského biskupa v Kristiansandu Johana Storma Muncha. Po absolvování katedrální školy v Christianii se roku 1830 přihlásil ke studiu na Královské Fredrikově univerzitě, ale právnická studia nedokončil. Na studiu vstoupil rovněž do Studentského spolku (Studentersamfunde), ale bojů mezi kruhem Henrika Wergelanda a kruhem Johana Sebastiana Welhavena se nezúčastnil.

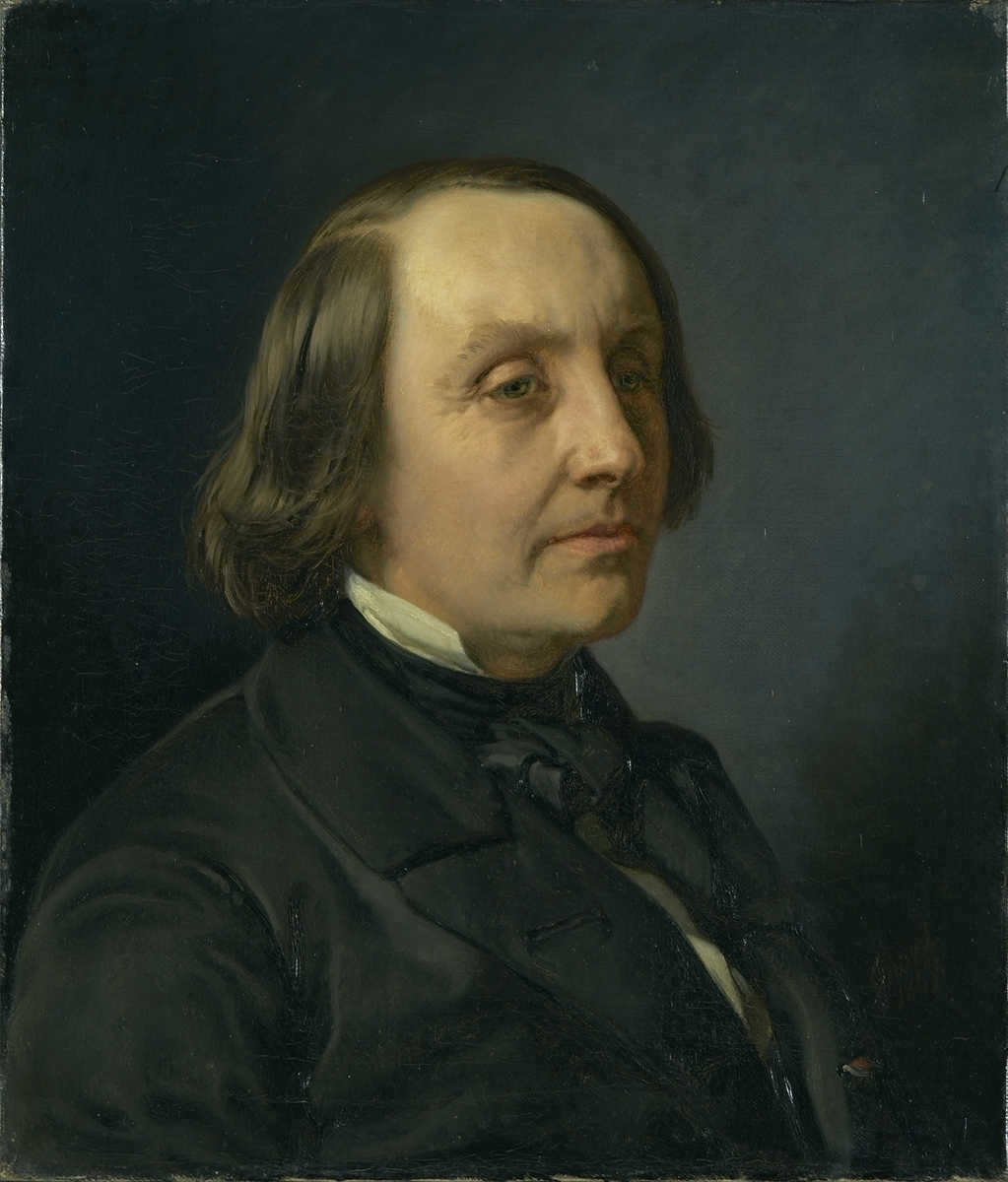
Andreas Munch na obraze Jørgena Roeda z roku 1853

Po smrti otce v lednu roku 1832 se dostala jeho matka s jeho sourozenci do finančních potíží a Munch se musel sám starat o své živobytí. Působil jako domácí učitel a nakonec získal úřednické místo na ministerstvu financí, kde pracoval do roku 1845. Roku 1836 vydal svou první básnickou sbírku Ephemerer (Jepice), ve které mimo jiné bojuje po Wergelandově boku za změnu ústavy, která odepírala Židům přístup do norského království. Roku 1837 se zúčastnil na výzvu Christiánského divadla (Christiania Theater) soutěže o národní drama hrou Kong Sverres Ungdom (Mládí krále Sverra) a získal první cenu před Wergelandovými Campbelly. Munchovou sentimentální hrou s nehistorickým námětem bylo Christiánské divadlo slavnostně otevřeno.
V letech 1841–1846 byl redaktorem deníku Den Constitutionelle, který byl politickým a literárním orgánem především pro okruh, který podporoval Welhavena. Tato práce mu přinášela nepříjemnosti a stála ho i místo na ministerstvu financí. Roku 1844 se oženil s dcerou obchodníka Charlottou Amalií Juulovou, finančně se osamostatnil a v letech 1846-1848 se vydal spolu s manželkou a dvěma syny na dvouletou vzdělávací cestu do Francie, Itálie, Švýcarska a Německa. Tato cesta výrazně ovlivnila jeho poezii, která se inspirovala rytířskou poezií a milostnými romantickými romány. Roku 1850 zemřela jeho žena i jeden z chlapců na zápal plic, což se následně projevilo v jeho básních bolestnou zádumčivostí, náboženskou odevzdaností osudu, elegičností a sentimentalitou.

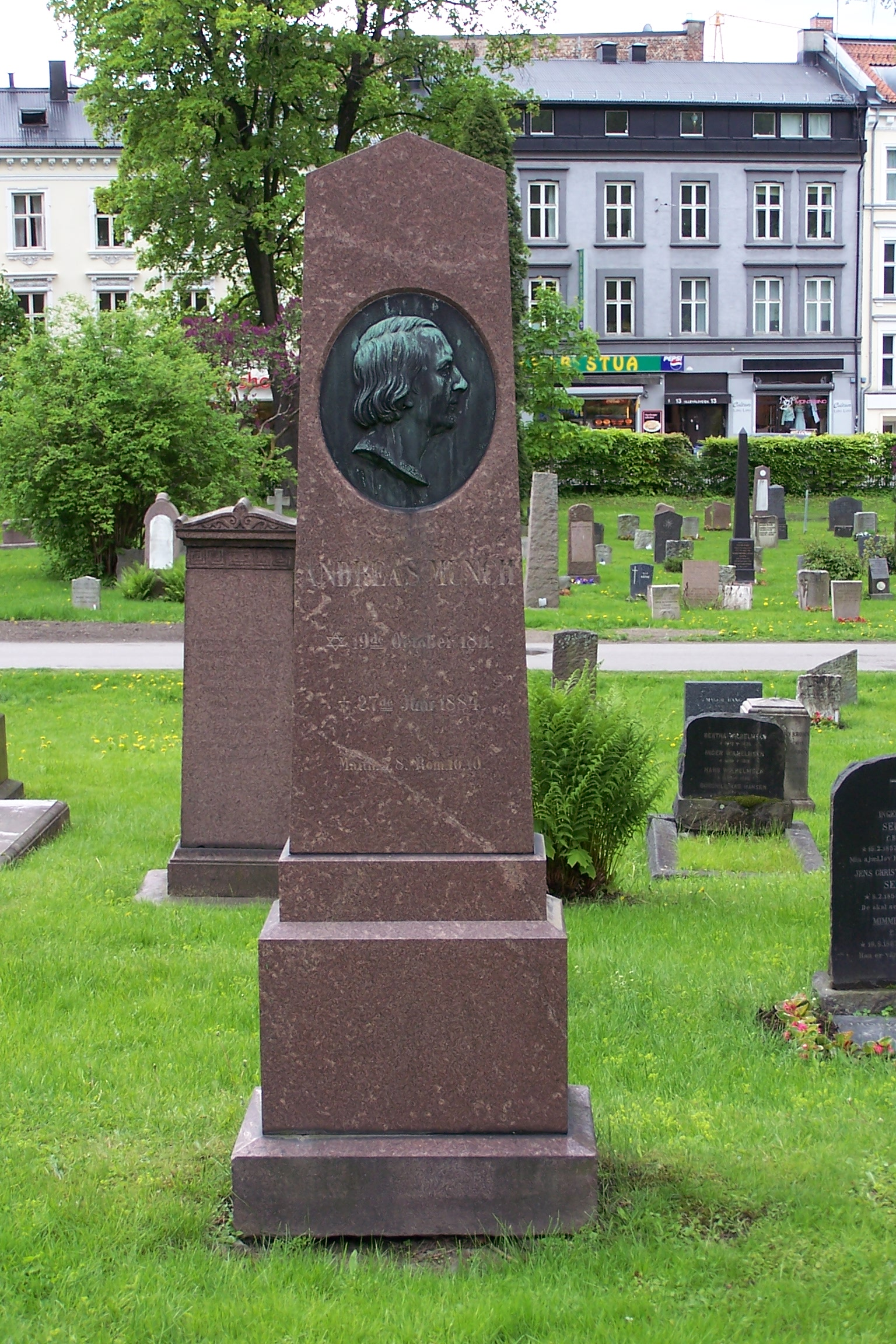
Munchův hrob v Oslu

Roku 1852 získal místo inspektora čítárny v univerzitní knihovně v Christianii. Roku 1858 obdržel státní cestovní stipendium a odjel do Francie se svým druhým nemocným synem, který na této cestě v Nice zemřel. Munch našel útěchu v horečné práci a vydal celou řadu dramatických prací, především historické tragédie. Roku 1860 dostal od parlamentu básnický plat jako první v Norsku vůbec.
Díky své dobré finanční situaci mohl trávit hodně času na cestách, Na jedené z nich se v Dánsku seznámil s adoptivní dcerou hraběte Rabena Annou Marií Amalií. V roce 1865 se s ní oženil a měl s ní dvě dcery. Roku 1866 získal titul profesora bez povinnosti přednášet. Zbytek svého života prožil v Dánsku, v zimě v Kodani a létě ve vile v Nystedu na Lollandu. Zemřel roku 1864 ve Vedbæku, příměstské obci u Kodaně.
V padesátých a šedesátých letech 19. století byl Munch přes sentimentalitu v jeho poezii i v dramatech a přes cizost jeho umělecké tvorby vůči norským literárním tradicím považován za hlavní postavu norského literárního světa, čemuž odpovídala i celá řada ocenění. Brzy mu však vyrostla velká konkurence především v Henriku Ibsenovi a Bjørnstjernovi Bjørnsonovi. Ve srovnání s nimi jsou jeho díla umělecky o hodně slabší. Příkladem je Munchova historická tragédie Hertug Skule (Vévoda Skule) z roku 1864, která se objevila v tom samém roce, kdy byla uvedena Ibsenova hra Kongs-emnerne (Nápadníci trůnu), která měla ten samý námět. Zatímco Munch z něho vytěžil sentimentální příběh s rozporem mezi drsným a pohanským severem a kulturností a jemností jihu, Ibsen na jeho základě vytvořil jedno z nejvýznamnějších světových dramat. V současné době jsou Munchova dramata kritizována nejen pro nehistoričnost a sentimentalitu, ale také pro dlouhé monology, které zpomalují spád her a berou jim napětí. Z jeho básní se dnes čtou pouze některé, ale celá řada jich byla zhudebněna (například Niels Wilhelm Gade, Edvard Grieg, Carl Nielsen a další).

## Výběrová bibliografie
- Ephemerer (1836, Jepice), básnická sbírka obsahující dvacet jedna jednotlivých básní a také devatenáct „cestovních črt“, včetně básně Jøderne (Židé), ve které se Munch jako jeden z prvních veřejně distancoval od tzv. „židovského paragrafu“ v ústavě, který odepírala Židům přístup do norského království.[7]

- Kong Sverres Ungdom (1837, Mládí krále Sverra), hra, která získala první cenu v soutěži o národní drama a kterou bylo slavnostně otevřeno Christiánské divadlo (Christiania Theater). Z královské ságy o norském králi Sverrovi (Sverres saga) z počátku 13. století byla použita vlastně jen nehistorická epizoda o králově lásce k Hildur a z krále, ve skutečnosti válečníka a lstivého politika, udělal Munch sentimentálního romantického milence.
- Sangerinden (1837, Zpěvačka), romantická epická báseň o italské umělkyni obětující svůj život umění.
- Donna Clara, en Natscene  (1840, Doňa Klára, noční scéna), jednoaktová hra odehrávající se ve Španělsku připomínající hry Victora Huga.[5]
- Den Eensomme: en Sjælehistorie (1846, Osamělý: příběh duše), povídka, jedno z nejpronikavějších a psychologicky nejsilnějších autorových děl.[8]
- Digte: gamle og nye (1848, Staré a nové básně), básnická sbírka zahrnující celou autorovu básnickou tvorbu po roce 1836.
- Billeder fra Nord og Syd (1849, Obrázky ze severu a jihu), povídkové črty jednak z výletů po Norsku, jednak z cest po Francii a Itálii.
- Nye Digte (1850, Nové básně), básnická sbírka obsahující romantickou oslavu rytířského středověku, ale i přírodní poezii.
- Sorg og Trøst (1852, Bolest a útěcha), básnická sbírka odrážející ve své elegičnosti a bolestném smutku smrt Munchovy manželky a syna
- Salomon de Caus (1854), divadelní hra o geniálním francouzském hugenotském fyzikovi z počátku 17. století.
- Digte og Fortællinger, ældre og nyere (1855, Básně a povídky starší a novější)
- En Aften paa Giske (1855, Večer na Giske), historické drama o jednom jednání podle ságy o svatém Olafovi.
- Lord William Russell (1857), historická tragédie o pěti jednáních z anglických dějin 17. století.
- Kongehallen i Bergen (1860, Královská síň v Bergenu), hra k oslavě korunovace krále Karla XV.[5]
- Pigen fra Norge (1861, Dívka z Norska), romantický historický příběh.
- Nyeste Digte (1861, Nejnovější básně), básnická sbírka.
- Hertug Skule (1864, Vévoda Skule), historická tragédie z 13. století o pěti dějstvích.
- Jesu Billede. Digtkrands efter en romersk Legende. (1865, Ježíšův obraz, věnec básní podle římské legendy)
- Reiseminder (1865, Cestovní vzpomínky).[9]
- Eftersommer (1867, 'Babí léto'), básnická sbírka, vyrovnání se s tragickou minulostí.
- Moder og Søn (1871, Matka a syn), drama o třech jednáních.
- Barndoms- og Ungdoms-Minder (1874, Vzpomínky na dětství a mládí)
- Fjeldsøen (1875, Horské jezero), romantická dobrodružná hra o čtyřech dějstvích.
- Fangen paa Munkholm (1875, Vězeň z Munkholmu), dramatický obrázek.
- Mindedigte (1877, Vzpomínkové básně), básnická sbírka.
- Pave og Reformator (1880, Papež a feformátor), historická báseň z doby papeže Hadriána VI.[5]